# تيري فينابلز
تيري فينابلز (بالإنجليزية: Terry Venables)، من مواليد 6 يناير 1943 في لندن في إنجلترا، لاعب كرة قدم إنجليزي سابق، ومدرب كرة قدم إنجليزي سابق.
لعب مع منتخب إنجلترا لكرة القدم في عام 1964، وشارك معهم في مباراتين.
درب نادي برشلونة الإسباني في عام 1984 وحتى عام 1987، وفي عام 1987 درب نادي توتنهام هوتسبير، واستمر معهم حتى عام 1991، وفي عام 1994 عُين مدرباً لمنتخب إنجلترا حتى عام 1996، وفي عام 1997 انتقل إلى تدريب منتخب أستراليا لكرة القدم ودربهم حتى عام 1998.
توفي في 26 نوفمبر 2023 عن عمر ناهز الثمانين.

## مسيرته الكروية
لعب تيري فينابلز خلال مسيرته الاحترافية مع 5 أندية في تسعة عشر موسمًا وسجل خلالها 50 هدف ضمن 526 مباراة. حيث فاز في موسم واحد بالكأس ولم يفز بأي دوري.
خاض تيري فينابلز مسيرته مع نادي تشيلسي في موسم 1959–60 ليلعب معه سبعة مواسم، مشاركًا في 202 مباراة سجل خلالها 26 هدفًا. ثم انتقل إلى نادي توتنهام هوتسبير في موسم 1965–66 ليلعب معه أربعة مواسم، حيث شارك في 115 مباراة سجل خلالها 5 أهداف. لينتقل بعدها إلى نادي كوينز بارك رينجرز في موسم 1969–70 ليلعب معه ستة مواسم، مشاركًا في 177 مباراة سجل خلالها 19 هدفًا. ثم انتقل إلى بانكستاون باريز ‏ ما بين عامي 1974 و1975 لمدة موسم واحد، مشاركًا في 18 مباراة ولم يسجل أي هدف. هذا وانتقل لاحقًا إلى نادي كريستال بالاس في موسم 1974–75 لمدة موسم واحد، مشاركًا في 14 مباراة ولم يسجل أي هدف أيضًا.

## روابط خارجية
- تيري فينابلز على موقع قاعدة بيانات كرة القدم.إي يو (الإنجليزية)
- تيري فينابلز على موقع ناشيونال فوتبول تيمز (الإنجليزية)
- تيري فينابلز على موقع Soccerbase.com (لاعب) (الإنجليزية)
- تيري فينابلز على موقع Soccerbase.com (مدرب) (الإنجليزية)
- تيري فينابلز على موقع عالم كرة القدم.نت (الإنجليزية)
- تيري فينابلز على موقع كووورة